# Abraham de Pinto
Abraham de Pinto (Den Haag, 27 mei 1811 – aldaar, 26 mei 1878) was een Nederlands jurist die onder andere landsadvocaat was.
De Pinto werd geboren in Den Haag als zoon van Moses de Pinto en jkvr. Sara Salvador. Zijn jongere broer Aäron Adolf de Pinto zou eveneens een vooraanstaand jurist worden als raadsheer in de Hoge Raad der Nederlanden. De Pinto studeerde rechten aan de Universiteit Leiden, waar hij in 1835 een gouden medaille won met een prijsvraag Exponatur et ad examen revocetur locus c. c. de causa obligandi. In datzelfde jaar promoveerde hij in Leiden op het proefschrift De Callistrati JCti scriptis quae supersunt.
In 1835 richtte De Pinto het Weekblad van het Regt op, dat een eeuw lang Nederlands voornaamste juridische tijdschrift zou worden tot de fusie met het Nederlandsch Juristenblad in 1939. In 1839 richtte bovendien hij samen met twee collega-advocaten het tijdschrift Themis op, dat zich richtte op wetenschappelijke verhandelingen over het recht en in 1939 zou fuseren tot het Rechtsgeleerd Magazijn Themis. Hij was verder auteur van verscheidene belangrijke werken het Nederlandse recht, waaronder commentaren op alle in 1838 in werking getreden wetboeken (het Burgerlijk Wetboek, het Wetboek van Koophandel en het Wetboek van Burgerlijke Rechtsvordering).
De Pinto hield er een levendige advocatenpraktijk op na: hij was advocaat bij de Hoge Raad en vanaf 1863 Deken van de orde te Den Haag. Op 27 december 1863 werd hij vanwege het overlijden van Jeremias Cornelis Faber van Riemsdijk benoemd tot landsadvocaat, samen met zijn goede vriend en regelmatige co-auteur Gijsbertus Martinus van der Linden. Dit was de laatste keer dat er twee landsadvocaten werden benoemd; na het overlijden van De Pinto zou Van der Linden alleen doorgaan. Toen hij in 1888 ook overleed werd de regeling inzake de landsadvocatuur herzien en met de benoeming van Willem Thorbecke in dat jaar kwam er definitief één landsadvocaat.
Naast zijn activiteiten als advocaat en rechtsgeleerde was De Pinto van 1851 tot zijn dood ook lid van de gemeenteraad van Den Haag. In 1870 was hij nauw betrokken bij de oprichting van de Nederlandse Juristen-Vereniging, waarvan hij als "nestor" van de Nederlandse juristen de eerste fungerend voorzitter was (al droeg hij het voorzitterschap bij de oprichtingsvergadering vrijwel meteen over aan J.E. Goudsmit). De Pinto was joods en kreeg te maken met antisemitisme toen hij geen lid mocht worden van de Maatschappij tot Nut van 't Algemeen. In reactie daarop richtte De Pinto in 1849 de Maatschappij tot nut van de Israëlieten in Nederland op, die de bevordering van de situatie van Nederlandse joden tot doel had. Ook was hij voorzitter van het bestuur van de Portugees-Israëlitische gemeente te Den Haag. Hij overleed in 1878 in zijn woonplaats Den Haag, een dag voor zijn 77e verjaardag. De Abraham de Pinto-pleitcompetitie voor Nederlandse rechtenstudenten is naar hem vernoemd.
- Biografisch Portaal: 85173170
- Digitale Bibliotheek voor de Nederlandse Letteren: pint011
- Gemeinsame Normdatei: 1019190485
- International Standard Name Identifier: 0000 0003 6703 4873
- Library of Congress Control Number: no2012051361
- Nederlandse Thesaurus van Auteursnamen: 068348819
- Virtual International Authority File: 231365013